# Субекваторијална клима
Субекваторијална или субекваторска клима је клима распрострањена између 5-10° сгш и јгш. Обухвата просторе Африке, јужне и југоисточне Азије и северне Аустралије. Одлукује је висока температура, до 18°C, у хладном периоду и преко 30°C у топлом периоду. Количина падавина је велика и износи 2000-2500 милиметара у просеку. На падинама планина окренутим ка летњем монсуну излучује се највећа количина кише на Земљи, као нпр. у Индији у граду Черапунџију (око 12.000 милиметара годишње). Од екваторијалне климе разликује је једино веома сушан зимски период.